# Ostatnie wyjście
Ostatnie wyjście (ang. Last Resort) – brytyjski melodramat filmowy z 2000 roku w reżyserii Pawła Pawlikowskiego, na podstawie scenariusza napisanego wraz z Rowanem Joffe’em.

## Fabuła
Główną bohaterką Ostatniego wyjścia jest Tania (Dina Korzun), młoda Rosjanka podróżująca do Anglii ze swoim synem Artiomem (Artiom Strelnikov), gdzie na lotnisku miał czekać jej angielski narzeczony. Tania, przesłuchana podczas kontroli paszportowej na brytyjskim lotnisku, mówi urzędnikowi, że jedzie do Anglii na wakacje. Potem jednak zmienia zdanie; ponieważ narzeczony ją rzuca przez telefon, dziewczyna w akcie desperacji prosi o azyl polityczny. Tania i Artiom zostają przewiezieni do ośrodka dla imigrantów w nadmorskim miasteczku, gdzie otrzymują małe mieszkanie i zostają poinformowani, że rozpatrzenie ich wniosku o azyl zajmie ponad rok. Dziewczyna stopniowo zaprzyjaźnia się z Alfiem (Paddy Considine), który prowadzi salon gier.

## Odbiór
Ostatnie wyjście zostało na ogół dobrze przyjęte przez recenzentów. A.O. Scott z pisma „The New York Times” zauważył, że reżyser „równoważy surowy naturalizm, którego wymaga jego historia, z niemal romantycznym wyczuciem wizualnego piękna”. Peter Bradshaw z „The Guardiana” podkreślał, iż dzieło Pawlikowskiego i Joffe’a to „pięknie zagrany, pięknie sfotografowany film, w którym nie ma ani jednego zmarnowanego słowa, ujęcia czy sceny”. Zdaniem Andy’ego Bailey z magazynu „Indiewire” postacie w filmie Pawlikowskiego „są tak wiarygodne, a ich sytuacje tak przekonująco wykreowane, że z niezwykłą łatwością udaje mu się przezwyciężyć chłodną [filmową] atmosferę”.

## Nagrody
| Rok  | Festiwal/instytucja           | Nagroda                                                                            | Odbiorca           |
| ---- | ----------------------------- | ---------------------------------------------------------------------------------- | ------------------ |
| 2000 | MFF w Salonikach              | Najlepsza aktorka                                                                  | Dina Korzun        |
| 2000 | MFF w Salonikach              | Najlepszy aktor                                                                    | Paddy Considine    |
| 2000 | MFF w Salonikach              | Nagroda FIPRESCI                                                                   | Paweł Pawlikowski  |
| 2000 | MFF w Salonikach              | Najlepszy film                                                                     | Paweł Pawlikowski  |
| 2001 | BAFTA                         | Nagroda im. Carla Foremana dla najlepiej rokującego debiutanta w brytyjskim filmie | Paweł Pawlikowski  |
| 2001 | Manaki Brothers Film Festival | Najlepszy operator                                                                 | Ryszard Lenczewski |